# Prosnitzer Werder
Der Prosnitzer Werder, auch als Gustower Werder bezeichnet, ist eine deutsche Ostseeinsel in Mecklenburg-Vorpommern. Er befindet sich im Gustower Wiek, der Teil des Strelasunds ist, zirka 300 m vor der Südküste Rügens nahe Prosnitz. Die Insel gehört wie Prosnitz zur Gemeinde Gustow. Sie ist unbewohnt und bewaldet. Sie ist maximal 60 m lang und 30 m breit und besitzt eine Fläche von etwa 0,1 ha.
Nach Angaben des WWF brüten hier Höckerschwäne und Reiherenten. Es soll sich hier die größte Kolonie der Fluss-Seeschwalben in den Boddengewässern befinden. 